# Sávos pálmasodróformák
A sávos pálmasodróformák (Hemigalinae) a ragadozók (Carnivora) rendjébe és a cibetmacskafélék (Viverridae) családjába tartozó alcsalád.

## Rendszerezés
Az alcsaládba az alábbi 4 nem és 4 faj tartozik:
- Chrotogale (Thomas, 1912) – 1 faj
  - Owston pálmasodrója (Chrotogale owstoni)

- Cynogale (Gray, 1837) – 1 faj
  - vidracibet (Cynogale bennettii)

- Diplogale (Thomas, 1912) – 1 faj
  - Hose-pálmasodró (Diplogale hosei)

- Hemigalus  (Jourdan, 1837) – 1 faj
  - sávos pálmasodró (Hemigalus derbyanus)

- Macrogalidia – 1 faj
  - celebeszi pálmasodró (Macrogalidia musschenbroekii)